# Bristoweia diamantinae
Genre
Espèce
Bristoweia diamantinae, unique représentant du genre Bristoweia, est une espèce d'opilions laniatores de la famille des Gonyleptidae.

## Distribution
Cette espèce est endémique du Minas Gerais au Brésil. Elle se rencontre vers Diamantina.

## Description
Le mâle syntype mesure 6 mm.

## Étymologie
Son nom d'espèce lui a été donné en référence au lieu de sa découverte, Diamantina.
Ce genre est nommé en l'honneur de William Syer Bristowe.

## Publication originale
- Mello-Leitão, 1924 : Quelques arachnides nouveaux du Brésil. Annales de la Société Entomologique de France, vol. 93, p. 179-187.